# Stade San Filippo
Pour les articles homonymes, voir San Filippo.
Le Stadio San Filippo est un stade de football situé à Messine en Italie.
D'une capacité de 38 722 places, il accueille les rencontres à domicile de l'ACR Messine.

## Histoire

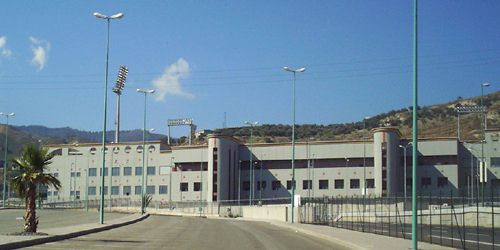
Entrée du stade

La construction du stade est prévue dans les années 1990 mais les travaux ne débutent qu'en 2003. Il est inauguré le 17 août 2004 lors d'une rencontre opposant l'ACR Messine à la Juventus. Les Turinois s'imposent dans ce match sur le score d'un à zéro. La première rencontre officielle a lieu la semaine suivante, le 22 août pour un match de coupe d'Italie. L'ACR Messine l'emporte sur l'AS Acireale sur le score de quatre à zéro.
Le stade porte le nom du quartier où il est situé, dans la banlieue sud de la ville et, est facilement accessible par l'autoroute.
Le Stadio San Filippo remplace le vieux Stadio Comunale Giovanni Celeste (en) qui ne pouvait contenir qu'11 900 spectateurs. L'ancien stade accueille aujourd'hui les rencontres de la S.S.D. Città di Messina, club créé en 2010.

## Structure
La superficie totale du stade est de 114 640 m² dont 44 300 sont utilisés par un parking. Il n’y a pas de piste d'athlétisme autour de la pelouse. La surface du terrain est de .
La capacité du stade est de 38 722.

## Rencontres internationales
Le 17 novembre 2004, le stade accueille l'équipe nationale pour une rencontre amicale disputée face à la Finlande. Lors de ce match, le sélectionneur Marcello Lippi fait débuter sous le maillot italien Alessandro Parisi qui devient le premier joueur de l'ACR Messine a à porter le maillot « azzura ». L'Italie remporte le match un à zéro, grâce à un but de Fabrizio Miccoli.

## Concerts
Au cours de l'été, le stade San Filippo est également utilisé comme un lieu de concerts géants :
- 1er août 2006 : Jovanotti
- 13 août 2006 : Pooh
- 4 juillet 2008 : Vasco Rossi
- 24 juillet 2010 : Luciano Ligabue
- 25 juillet 2010 il mondo di Patty

## Galerie

Vue partielle du suade
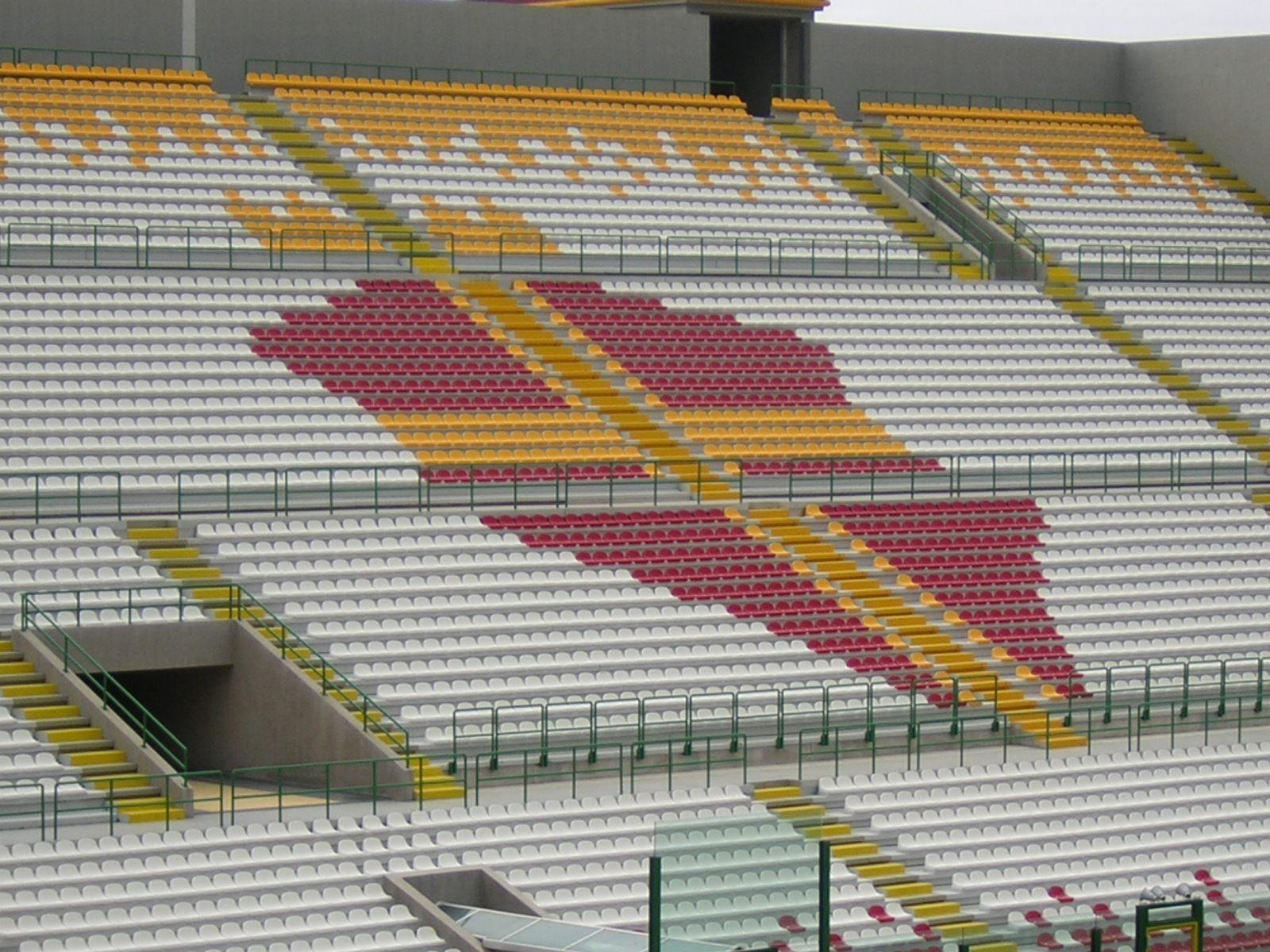
Détail de la tribune sud

### Sources
- (it) Cet article est partiellement ou en totalité issu de l’article de Wikipédia en italien intitulé « Stadio San Filippo » (voir la liste des auteurs).